# Truebella
Truebella – rodzaj płazów bezogonowych z rodziny ropuchowatych (Bufonidae).

## Zasięg występowania
Rodzaj obejmuje gatunki występujące endemicznie w regionach Ayacucho i Junín w Peru.

## Systematyka

### Etymologia
Truebella: Linda Trueb (ur. 1942), amerykańska herpetolożka; łac. przyrostek zdrabniający -ella.

### Podział systematyczny
Do rodzaju należą następujące gatunki:
- Truebella skoptes Graybeal & Cannatella, 1995
- Truebella tothastes Graybeal & Cannatella, 1995